# 鳥取県道251号国府正蓮寺線
鳥取県道251号国府正蓮寺線（とっとりけんどう251ごう こくふしょうれんじせん）は、鳥取県鳥取市を通る一般県道である。

## 概要
鳥取市国府町町屋から鳥取市正蓮寺に至る。

### 路線データ
- 起点：鳥取県鳥取市国府町町屋（万葉歴史館入口交差点、鳥取県道31号鳥取国府岩美線交点）
- 終点：鳥取県鳥取市正蓮寺（正蓮寺交差点、鳥取県道293号鳥取郡家線起点、鳥取県道323号若葉台東町線交点）
- 総延長：3.6 km

## 歴史
- 1995年（平成7年）3月28日 - 鳥取県告示第275・277・281号により認定[1]。

前身は鳥取県道247号奥谷正蓮寺線（現：鳥取県道247号卯垣正蓮寺線）の支線である。
- 2007年（平成19年）3月26日 - 鳥取県道247号奥谷正蓮寺線（現：鳥取県道247号卯垣正蓮寺線）の桜谷 - 正蓮寺バイパス供用開始に伴い、旧道は本路線の単独区間となった。

## 路線状況

### 道路施設

#### 橋梁
- 国府中央橋（袋川、鳥取市）

## 地理

### 通過する自治体
- 鳥取県
  - 鳥取市

### 交差する道路
| 交差する道路                                      | 交差する場所 | 交差する場所                |
| ------------------------------------------------- | ------------ | --------------------------- |
| 鳥取県道31号鳥取国府岩美線                        | 国府町町屋   | 万葉歴史館入口交差点 / 起点 |
| 鳥取県道225号三代寺宮下線                         | 国府町中郷   | 国分寺交差点                |
| 鳥取市道2016765号津ノ井14号線 / 鳥取広域農道      | 国府町国分寺 |                             |
| 鳥取県道247号卯垣正蓮寺線                         | 桜谷         | 桜谷入口交差点              |
| 鳥取県道293号鳥取郡家線 鳥取県道323号若葉台東町線 | 正蓮寺       | 正蓮寺交差点 / 終点         |

### 沿線
- 鳥取市立国府中学校
- 因幡万葉歴史館